# Arbeitsgemeinschaft für vergleichende Hochgebirgsforschung
Die Arbeitsgemeinschaft für vergleichende Hochgebirgsforschung e. V. (auch ARGE für vergleichende Hochgebirgsforschung) ist ein in München ansässiger Verein von Wissenschaftlern, die sich in der Hochgebirgsforschung betätigen.
Der Verein wurde 1965 durch den Biologen Walter Hellmich ins Leben gerufen. Den Anlass gab ein von der Fritz Thyssen Stiftung gefördertes Forschungsprojekt im südlichen Himalaya, aus dem ein umfangreiches Landkartenwerk über Ostnepal hervorging (wegen der Beteiligung Erwin Schneiders gelten sie umgangssprachlich als die Schneider-Karten).
Vereinszweck ist die Förderung von Wissenschaft und Forschung, bezogen auf die Gebirgsregionen der Erde. Hierbei wird ein interdisziplinärer Ansatz verfolgt. Der Verein leistet Beiträge zur Gebirgsforschung, indem er sich an der Herausgabe von einschlägigen Büchern und Landkarten beteiligt und Tagungen fördert oder organisiert. Er gibt die unregelmäßige Zeitschriftenreihe Hochgebirgsforschung heraus.

## Mitglieder
Die Aufnahme erfolgt durch qualifizierte Mehrheit der Mitgliederversammlung, auf Antrag mindestens dreier Mitglieder.
Mitglieder waren oder sind u. a.:
- Erwin Beck
- Manfred Buchroithner
- Helmut Heuberger
- Robert Kostka
- Bruno Messerli
- Matthias Winiger